# Vicenç Pitarch Simó
Vicenç Pitarch Simó (Sant Mateu (Baix Maestrat), 1824 - Sagunt, 1910) fou un compositor, organista i pianista castellonenc.
Cursades amb prou feines les humanitats i ja organista de la seva parròquia, acudí junt amb el seu germà Mateu a la crida del seu germà Antonio, i després de romandre a Lo Puèi de Velai durant dos anys, marxà a París, on va rebre lliçons d'harmonia i composició d'Henri Herz, director del Conservatori, i de violí del mestre Tengri. Amb la protecció del general Cabrera va recórrer diverses ciutats franceses donant concerts de piano, i per fi s'establí a Lió, on va romandre durant cinc anys. Proclamada la República a França retornà a València, i allí després d'un concert per donar a conèixer els pianos del fabricant Pedro Gómez, adquirí gran anomenada. Després, el 1850, fou nomenat organista de la parròquia de Sant Joan del Mercat i després professor del Col·legi de Nostra Senyora de Loreto, càrrec que desenvolupà fins edat molt avançada, en que es retirà a Sagunt.
Va compondre:
- Missa, a gran orquestra i altres dues per a veus piano i harmònium;
- un Te Deum;
- tres Salves grans i quatre de petites;
- les antífones Alma Redemptoris, Ave regina, Regina Coeli;
- dos Magnificats;
- nou antífones per a matines;
- dos Tantum ergo;
- sis motets al Santissim;
- Villancets;
- dos himnes a Santa Teresa, un a Pius IX;
- un Stabat Mater;
- sis grans cantates per les misses de comunió, obres que, excepte la primera, editada a França, es guarden a l'arxiu musical del col·legi de Nostra Senyora de Loreto.